# Badia Caswell
La badia Caswell és un popular destí de vacances del Regne Unit al sud-est de la península de Gower, Swansea, Gal·les. És una platja de sorra molt popular entre les famílies, els turistes i els surfistes, i normalment rep la bandera blava. Es troba a prop de la localitat de Mumbles.

## Història

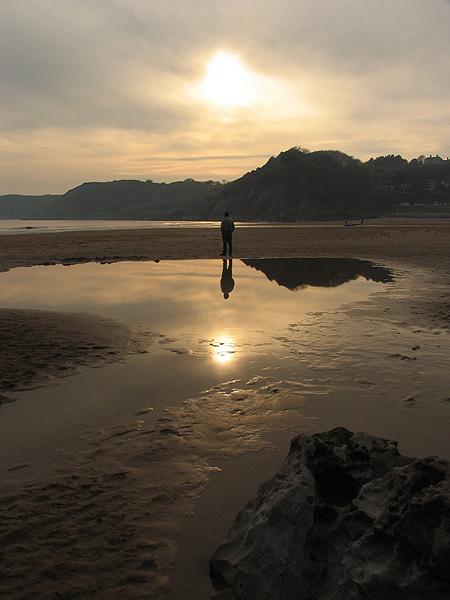
La badia Caswell al vespre.

Entre 1829 i 1840 la major part de la terra que envolta la badia Caswel fou comprada per John James, un religiós de Bishopston, per a la seva filla i el seu gendre Charles Morgan.

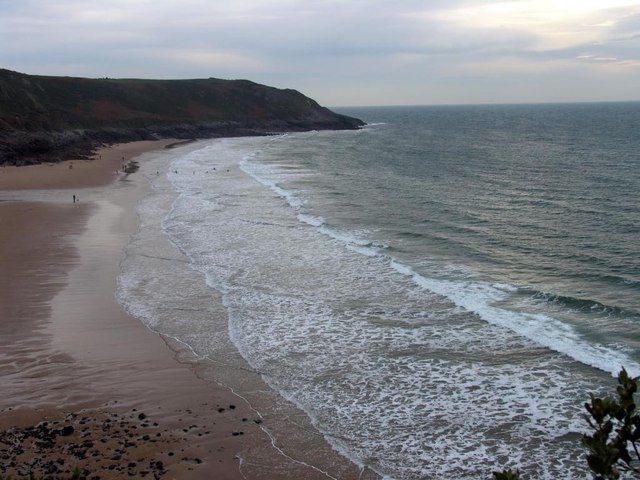
Vista de la badia Caswell

El 1846, els Morgan van vendre una part de les seves terres a la vora oriental de la badia al segle xix al fotògraf pioner John Llewelyn Dillwyn, un visitant regular de la badia. Llewelyn va construir una casa de vacances, Caswell Cottage, que es mantingué fins a gairebé 1960 a la ubicació del que actualment és l'aparcament públic de la badia Caswell. Dues de les seves fotografies de la badia Caswell van ser sol·licitades pel príncep Albert de Saxònia el 1854.
Després de la mort de la dona de Morgan el 1877, la propietat es va dividir entre els seus sis fills. Poc després, una part de la terra a la part occidental de la badia fou venuda a la família Davenport, que va construir una gran casa en aquestes terres. La casa s'anomenava Redcliffe pel nom del penya-segat que delimita la vora occidental de la badia, Redley Cliff. A finals de 1920 Redcliffe fou la casa de la família del poeta Vernon Watkins, un amic proper de Dylan Thomas. La casa es va mantenir fins a la dècada de 1960, quan fou enderrocada per crear els apartaments Redcliffe que ara s'emplacen al costat oest de la badia.
Les tres filles de Morgan, Emma, Agnes i Alice van fer de la badia Caswell la seva llar des de 1877 i van construir moltes de las cases que encara hi ha en l'actualitat, incloent-hi la seva pròpia casa, Casa de la Badia, que es troba al centre de la badia. Les germanes també van plantar molt pins característics de la badia.
El 1883 una bomba de vent fou construïda al cim del penya-segat Redley per a bombar l'aigua a les cases properes. La bomba de vent fou greument malmesa en un vendaval, i al cap de cinc anys va deixar de ser utilitzada. Seguia essent un punt de referència fins que fou destruïda per raons de seguretat el 1930 després d'haver-se danyat greument en un incendi. A la part superior del penya-segat de Redley hi ha evidència de l'existència d'un recinte de l'edat de ferro.
En la dècada de 1890 un gran tanc d'aigua de formigó fou construït a la base del penya-segat, tanc que encara existeix. El dipòsit d'aigua es va utilitzar per recollir l'aigua d'un petit manantial durant el segle xix.
Durant més de quaranta anys, al segle xx, la badia Caswell va tenir un paper central en un misteriós assassinat. Menys de 2 anys després d'establir-se en una casa amb vistes a la badia Caswell, George Shotton i la seva dona Mamie Stuart van desaparéixer misteriosament abans del Nadal de 1919. La policia va espiar a Shotton el 1920 perquè sospitava que havia assassinat a Mamie Stuart però no va ser capaç de trobar proves. El 5 de novembre de 1961 es va trobar un sac d'ossos humans en una mina abandonada a la propera cova Brandy. Una investigació va determinar que les restes eren els de la desapareguda Mamie Stuart.
En el cim d'un penya-segat sobre el centre de la badia s'ubiquen els apartaments de la badia Caswell que foren construïts en la dècada de 1990 a l'emplaçament que abans ocupava l'hotel Caswell Bay. L'hotel fou ampliat des d'una simple vil·la victoriana construïda a la dècada de 1850.
El 2006 la badia Caswell fon nomenada com una de les 50 millors platges del Regne Unit per The Guardian.